# Аббатство Гутенцелль
Имперское аббатство в Гутенцелле (нем. Reichsabtei Gutenzell) — бывший цистерцианский монастырь, располагавшийся на территории баден-вюртембергском общины Гутенцелль-Хюрбель (Верхняя Швабия); был основан ранее 1237 года — впервые упоминается в документе от 29 мая 1238 года; был распущен в 1803 году. В 1864 году многие здания монастыря были снесены: сохранилась бывшая монастырская церковь Святых Космы и Дамиана.

## История и описание
По состоянию на начало XXI века исследователям не удалось обнаружить подробных сведений об основании женского монастыря в Гутенцелле: первое документальное свидетельство о начале монастырской жизни датировано 29 мая 1238 года, но оно знаменует собой уже завершающий этап основания, когда Папа Римский Григорий IX взял обитель «Cella Dei» (нем. Gotteszell) под свою защиту и официально включил её в цистерцианский орден. Нетипичные святые, которым была посвящена монастырская церковь — Косма и Дамиан — позволяли специалистам предположить, что монастырь был основан рядом с уже существовавшим к тому моменту храмом. Остатки стены XII века, обнаруженные на территории церкви, подтверждали догадку. К 1259 году за монастырём закрепилась версия его современного названия — «Guotencelle».
Возможно, что версия основания будущего аббатства, изложенная в монастырской летописи, написанной в XVI веке — о пожертвовании земли несколькими «благородными графинями» — имела под собой основания. Вероятно, основатели или основательницы принадлежали к дворянской семье Айххайм. Фактически с середины XV века, монастырская церковь также являлась местной приходской церковью, хотя формально они не были объединены до 1767 года.
Собственные монастырские источники не зафиксировали внутренних беспорядков или морального разложения в стенах монастыря, но описали несколько бедствий постигших обитель. Так в Вербное воскресенье 1369 года произошёл пожар, превративший весь монастырь в руины; его реконструкция была завершена только к 1390 году. В 1522 году новый пожар повредил монастырские постройки, а через три года восставшие крестьяне разграбили обитель; в 1573 году в монастыре проживало 15 монахинь, включая четырёх послушниц. В ходе Тридцатилетней войны, в 1632 году, настоятельница и монахини бежали от наступавших шведских войск, которые заняли аббатство, опустошили его и подожгли при отступлении; во время второго вторжения, в 1647, церковь была «обращена в пепел». Реконструкция всего комплекса зданий заняла несколько десятилетий (церковь была заново освящена только в 1665 году) и сделала монастырь должником.
XVIII столетие принесло монастырю последний подъём: в нём были построены новые и расширены старые здания, появился новый орган и обновился алтарь. Сама монастырская церковь была перестроена по планам Доминика Циммермана в 1755—1756 годах — в стиле барокко, но без значительного вмешательства в основные готические элементы. Мощи Иустины Падуанской и Христины Тирской были перенесены в Гутенцелль в 1698 и 1765 годах, соответственно; они до сих пор хранятся в алтаре. В этот период монастырь получил также некоторую независимость от своего «отцовского» монастыря — Залемского аббатства. В императорском аббатстве в Гутенцелле к тому моменту действовали три мельницы, кирпичный завод, кузнечная мастерская, таверна и пивоварня.

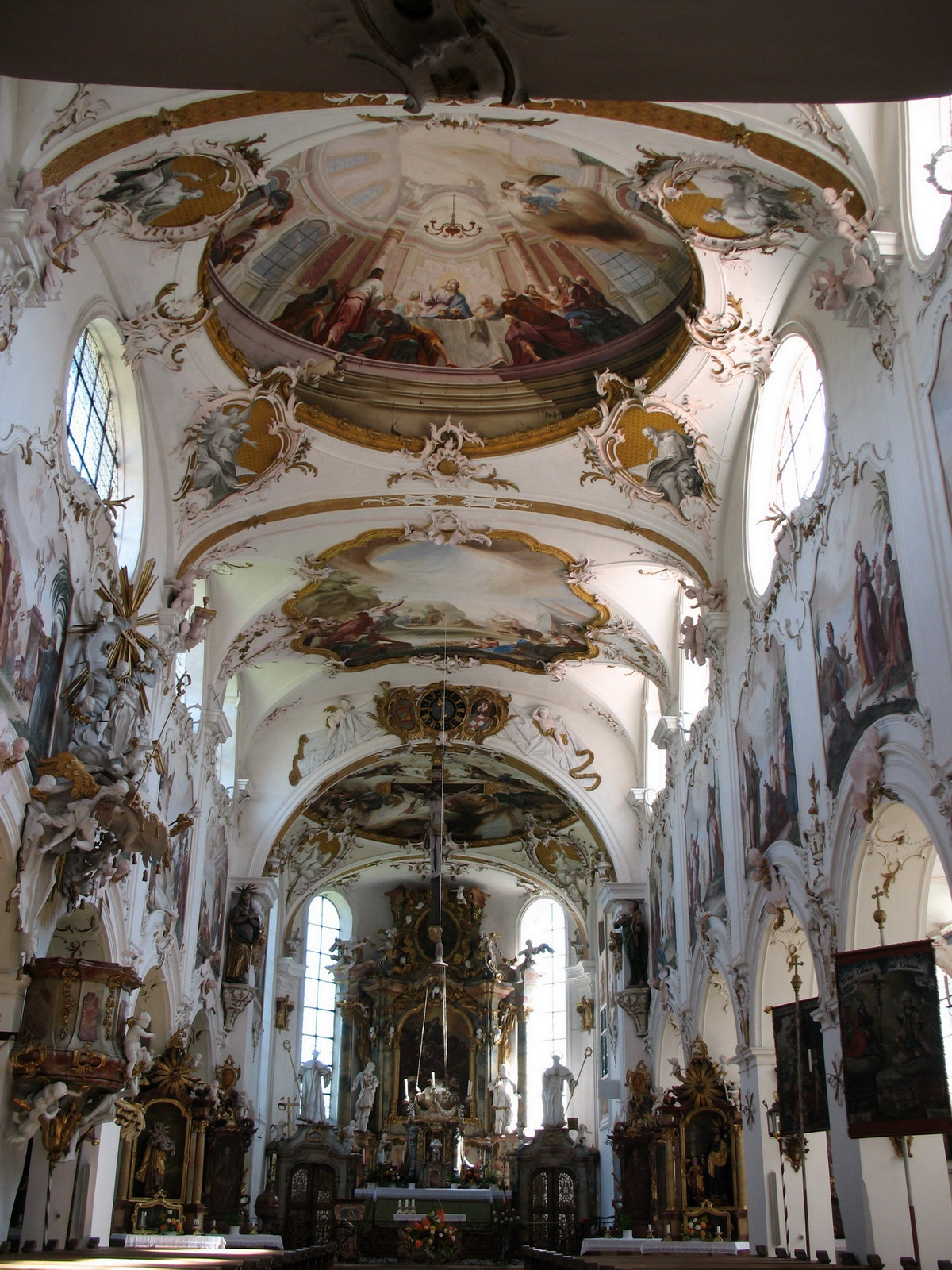
Внутренний вид монастырской церкви

Наполеоновские войны и сопутствовавшие им расходы привели к формированию у монастыря значительных долгов: в результате, 9 марта 1803 года монастырь был распущен в результате секуляризации, став частью Баварии. В 1806 году монастырь, вместе со всем окружающим его районом, вошёл в состав Вюртембергского королевства. Несмотря на роспуск, монахини продолжали жить в стенах обители — но им не разрешалось принимать новых послушниц. Монастырская аптека проработала до 1839 года, а в 1822 году монахини Терезия Крисмар и Алоизия Хайлер основали местную школу для девочек. Последняя из сестёр умерла в 1851 году. В 1864 году — в связи с запустением региона, активность в котором во многом была связана с обслуживанием распущенного монастыря — здания монастыря, за исключением части восточного крыла, были снесены (по финансовым соображениям).